# 秋田県立湯沢北高等学校
秋田県立湯沢北高等学校（あきたけんりつ ゆざわきたこうとうがっこう）は、秋田県湯沢市湯ノ原二丁目にあった公立の女子高等学校（定時制は男女共学だった）。

## 設置学科
- 全日制課程
  - 普通科
- 定時制課程
  - 普通科

## 沿革
- 1918年（大正7年）4月10日 - 湯沢町立湯沢実科高等女学校として開校。
- 1926年（大正15年） - 「秋田県立湯沢高等女学校」に改称。
- 1948年（昭和23年） - 学制改革により、「秋田県立湯沢北高等学校」に改称。同時に定時制課程を開設。
- 1988年（昭和63年） - 家政科を生活科学科に変更。
- 2008年（平成20年） - 定時制課程を募集停止。
- 2009年（平成21年） - 生活科学科を廃止。
- 2010年（平成22年） - 定時制課程を廃止。
- 2011年（平成23年）3月31日 - 新設の秋田県立湯沢翔北高等学校への統合に伴い、閉校。

## 部活動

### 運動部
- バスケットボール部、バレーボール部、卓球部、陸上競技部、ソフトテニス部、剣道部、スキー部、ソフトボール部、水泳部

### 文化部
- 美術部、華道部、音楽部、茶道部、パソコン部、放送部、舞踊部、JRC部、書道部、史学部、演劇部、生物部、写真部、服装文化部、英語部、クッキング部、吹奏楽部

## アクセス
- JR奥羽本線湯沢駅より徒歩18分

## 出身者
- 柿崎宏江 - 元バスケットボール選手(シャンソン化粧品)
- 大和谷智子 - バスケットボール選手
- 渡部美代子 - 元バスケットボール選手(三井生命保険)
- 千葉弘子(旧姓高橋) - 元クロスカントリースキー選手、札幌冬季五輪出場